# 시간격
시간격(時間格, temporal case)은 의미적으로 시간을 가리키는 문법적 격이다. 헝가리어, 핀란드어 등에서 보이며, 많은 언어에서는 처격, 도구격 등과 일치하여 구분되지 않는다.

## 같이 보기
- 처격
- 격